# Medvedkovo
Medvedkovo (Russisch: Медведково uitspraakⓘ) is het noordelijke eindpunt van de Kaloezjsko-Rizjskaja-lijn van de Moskouse metro.

## Geschiedenis
Het station is het 107e van de Moskouse metro en werd geopend op 29 september 1978 als onderdeel van de verlenging van de Kaloezjsko-Rizjskaja-lijn ten noorden van VDNCh. Het station dankt zijn naam, net als de buurt waar het ligt, aan het 16e-eeuwse dorp “Medvedok” dat hier vroeger lag op het land van bojaar V.F. Pozjarski.

## Ligging en inrichting
Het station kent twee toegangsgebouwen, een aan elk perroneinde. Het noordelijke staat op de noordwest hoek van het kruispunt Sjirokaja Oelitsa/Grekova Oelitsa, het zuidelijke staat aan de westkant van de Grekova Oelitsa, Van 28 februari 2011 tot 31 mei 2012 was het noordelijke gebouw gesloten. Ondergronds is er sprake van een variant op een standaardontwerp, bestaande uit geprefabriceerde onderdelen, uit 1960. De architecten N.A. Aljosjina en N.K. Samojlova brachten het thema “De ontwikkeling van het noorden” tot uitdrukking in de inrichting van het station. De tunnelwanden zijn boven het perron niveau bekleed met rood marmer, daaronder met grijsgraniet. Op het marmer zijn een groot aantal gestanste piramide vormige elementen van geanodiseerd aluminium in een lichtbronse kleur aangebracht waarmee ijsschotsen worden gesymboliseerd. Voor de stationsnaam zijn de piramides onderbroken en zijn de letters direct op het marmer gemonteerd. De piramides worden over de volle hoogte onderbroken bij de decoratieve panelen van de hand van M.N. Aleksejev. Deze acht panelen beelden de noordelijke natuur uit zoals: Een ijsbeer op een ijsschots, vlucht van poolganzen, auerhoen, sledes met Rendieren en ijsschotsen. De zuilen in het station zijn geplaatst in twee rijen van 26 kolommen met een onderlinge afstand van 6,5 meter. De zuilen lopen van boven naar beneden taps toe en zijn bekleed met geelachtig marmer en roestvaststalen inzetstukken. Het perron zelf bestaat uit grijs en zwart graniet.

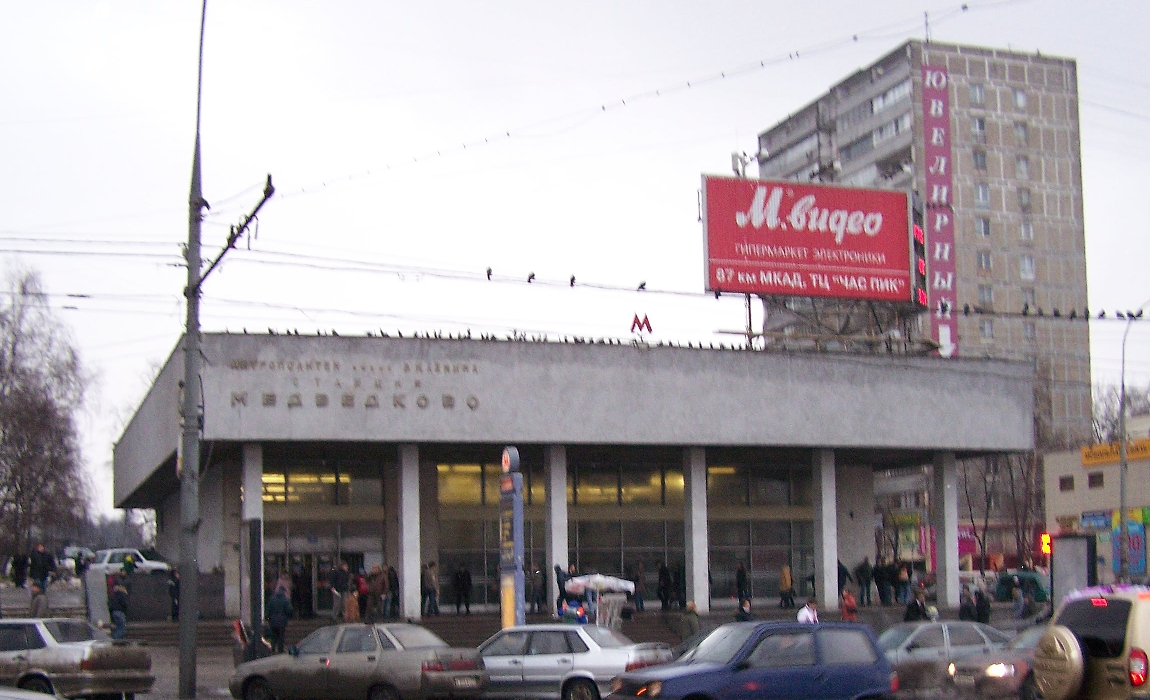
Het noordelijke toegangsgebouw
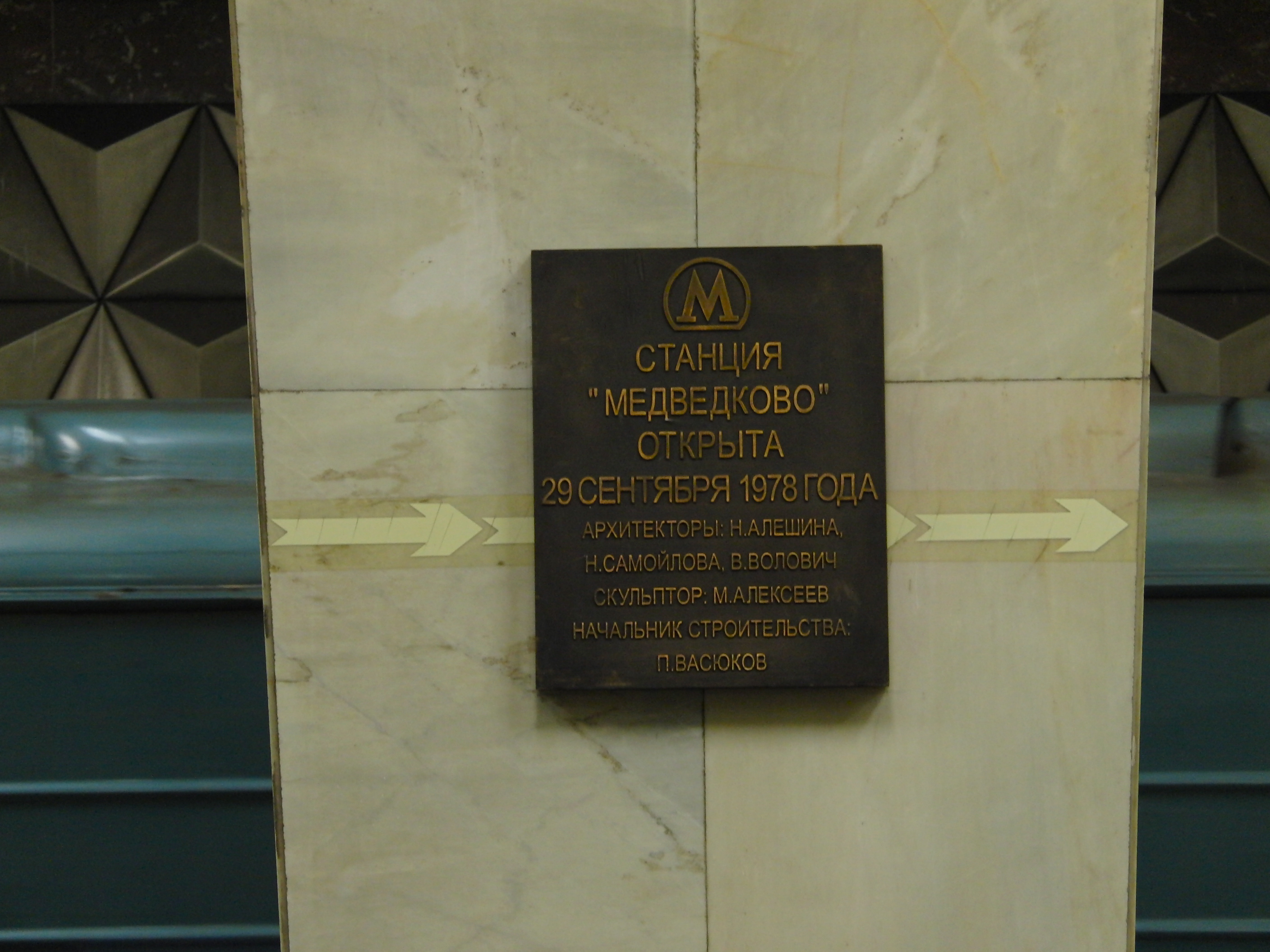
Het officiële naambord
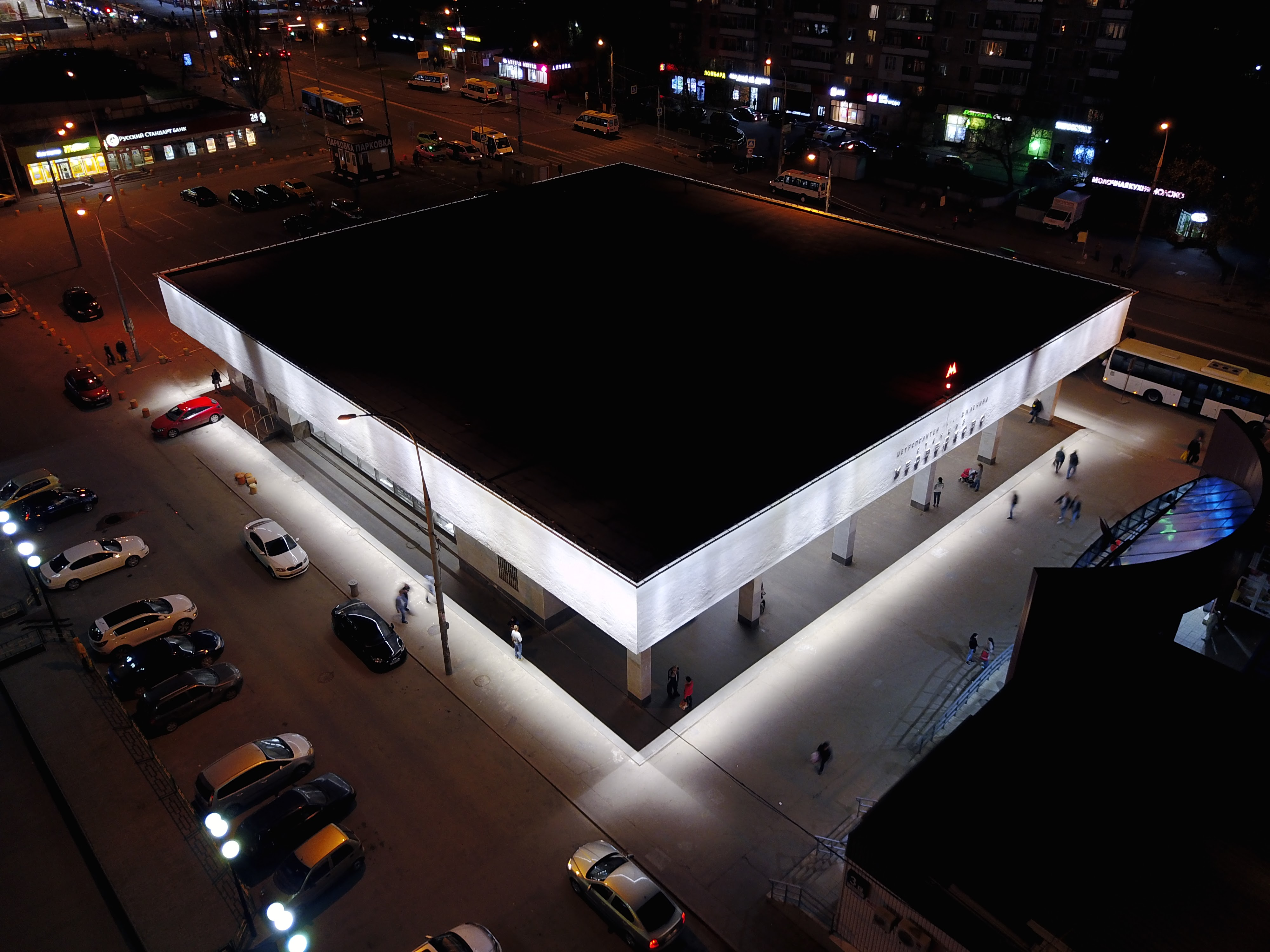
Het zuidelijke toegangsgebouw

## Aansluitende sporen
Het ruim 2 kilometer lange tracé tussen Baboesjkinskaja en Medvedkovo is gebouwd met de openbouwput methode. Als bijzonderheid kruist de lijn, 400 meter ten zuiden van het station, de Jaoeza met een brug die op het eerste gezicht niet te zien is. De Medvedkovskibrug is de eerste overdekte metrobrug in Moskou hoewel er ook andere methodes, zoals een duiker voor de Jaoeza, tijdens de ontwerpfase zijn overwogen. Voor de reizigers in de metro is het niet merkbaar dat er sprake is van een brug, in het park rond de Jaoeza is de metrobuis af gedekt met grond zodat daar alleen een verhoging van het terrein is te zien. De Jaoeza loopt onder de metrotunnel door wat voor wandelaars te zien is als een tunnel die onder het talud lijkt door te lopen. In 1987 werden de opstelsporen aan de noordkant verbouwd en verlengd toen de lijn overschakelde op metro's met acht bakken. Hierbij werd ook aangekondigd dat de lijn zou worden doorgetrokken naar, het buiten de MKAD gelegen, Tsjelobitjevo. Op de plattegronden werd deze verlenging ook ingetekend als in aanbouw. De ombouw van eindstation naar doorgangsstation kwam echter niet tot stand omdat om economische redenen de bouw van station Tsjelobitjevo niet werd gestart. In maart 2017 gaf Maxim Vasiljev, hoofd van het stedelijke ontwerpbureau, aan dat de verdere verlenging van bestaande lijnen tot overbelasting kan leiden en begin 2019 werd de mogelijke verlenging opnieuw op de agenda gezet. Tijdens een bijeenkomst met de Russische vice-premier M.A. Akimova op 15 mei 2019 werden de plannen om metrolijnen te verlengen tot in de oblast Moskou afgeblazen.

## Reizigersverkeer
In 2002 werden 85.350 reizigers per dag geteld, dit zijn niet alleen bewoners van Medvedkovo maar ook die van Mytisjtsji en Poesjkino die steeds meer inwoners krijgen. De plannen voor een verlenging van de metro in de richting van deze voorsteden zijn in de ijskast gezet. Op even dagen vertrekt de eerste metro om 5:50 uur en op oneven dagen om 5:40 uur.